# Catedral de San Jorge (Leópolis)
La catedral de San Jorge (en ucraniano: Собор святого Юра) es un templo catedralicio de la iglesia greco católica ucraniana (una de las Iglesias católicas orientales autónomas en plena comunión, sui iuris, con la Iglesia católica). Está ubicada en la ciudad de Leópolis y es la sede de su arquieparquía donde se practica el culto ucraniano. Desde 1998, la catedral junto con el Conjunto del centro histórico de la ciudad es considerado Patrimonio de la Humanidad.
Fue construida aproximadamente entre 1744 y 1760 sobre una colina desde donde se divisa gran parte de la ciudad, tratándose de la tercera iglesia construida allí desde el siglo XIII, y su imponencia ha sido víctima de invasores y vándalos en varias ocasiones. Es un edificio importante religiosa y culturalmente que durante los siglos XIX y XX sirvió como iglesia madre de la Iglesia greco católica ucraniana.

## Historia
Una iglesia fue construida en lo alto de la colina de San Jorge (en ucraniano, Святоюрська гора) alrededor de 1280, época en la cual la zona pertenecía al principado de Hálych-Volynia. En 1340, Casimiro III de Polonia destruyó la iglesia de madera original y la fortaleza en la que se encontraba, y la Iglesia ortodoxa construyó una basílica bizantina a cuatro columnas. En julio de 1700 el Acta de Unificación de la arquieparquía de Leópolis con la Santa Sede (el obispo de Roma, el papa) ocurrió en esta iglesia antigua cuando el obispo Iósyf Shumliansky se unió a la Unión de Brest (1596).
La construcción de la catedral actual la inició el metropolitano Athanasius Sheptytsky en 1746 y la culminó Leo Sheptytsky en 1762; y en los años 1800, debido a la necesidad de trasladar la sede, la Catedral de San Jorge pasó a ser la iglesia matriz de la Iglesia greco católica ucraniana.
Durante la Segunda Guerra Mundial, las autoridades soviéticas persiguieron a la Iglesia greco católica ucraniana y aprisionaron en 1945 al recientemente ordenado como arzobispo Jósyf Slipyj, así como al resto de la jerarquía católica. En marzo de 1946, se llevó a cabo en la catedral el Sínodo de Leópolis, en el cual el resto de los líderes de la Iglesia fueron obligados a renunciar a su comunión con Roma. El joven Volodýmyr Sterniuk, que posteriormente sería arzobispo, se ocultó y fue testigo de la prohibición de anexar la provincia de Galitzia a la Iglesia ortodoxa rusa, junto con el resto de las parroquias católicas en la Ucrania soviética. La catedral pasó a estar consagrada a San Yury y a ser la iglesia matriz de la Diócesis de Leópolis-Ternópil.
La Iglesia greco-católica ucraniana reapareció en 1989 cuando fue reconocida por la perestroika, y empezó a reclamar parroquias cedidas 45 años atrás. El 12 de agosto de 1990, miembros del partido nacionalista Movimiento Popular de Ucrania ocuparon y comandaron la catedral. Dos días después, el gobierno del óblast de Leópolis reconoció la reclamación de la catedral por parte de la Iglesia greco-católica ucraniana y se mantuvo como su sede durante los primeros años tras la disolución de la Unión Soviética e independencia de Ucrania.
En 1996, durante la conmemoración del cuadragésimo aniversario de la Unión de Brest, la catedral fue restaurada. Sin embargo, la restauración no ha terminado por completo.
En agosto de 2005, la sede de la Iglesia greco-católica ucraniana fue trasladada a la Catedral patriarcal de la Resurrección de Cristo de Kiev, pero la catedral aún es la sede de la arquieparquía de Leópolis.

## Características arquitectónicas

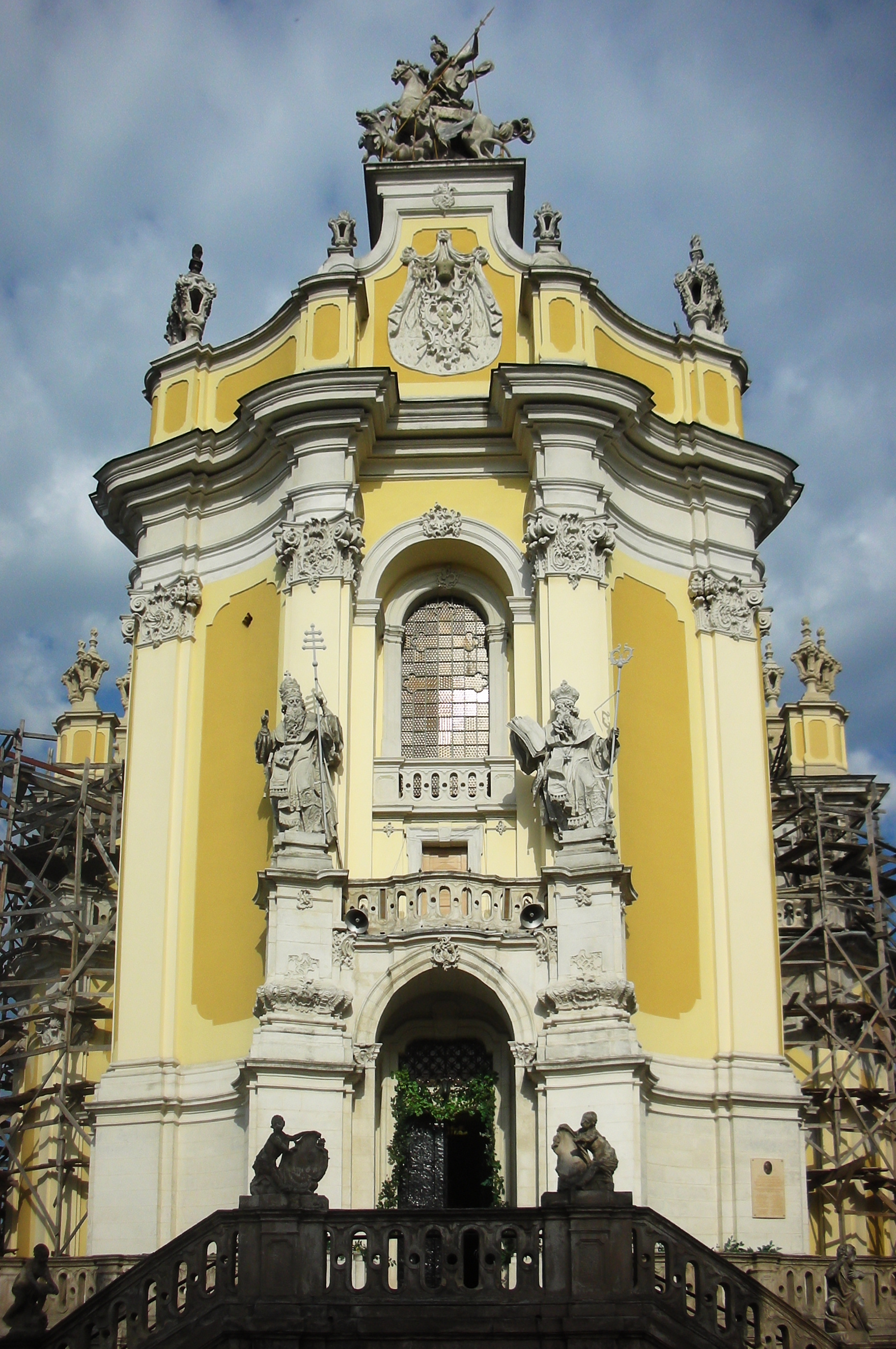
Fachada de la catedral.

Diseñada por el arquitecto Bernard Meretin y el escultor Johann Georg Pinsel, la catedral de San Jorge refleja influencias occidentales y las tradicionales en la construcción de iglesias ucranianas. Una estatua de San Jorge, hecha por Pinsel, se encuentra en lo alto de la fachada. Pinsel también creó las imágenes de piedra de León I el Magno, y Atanasio, que están de guardia en la entrada.
La que es considerada como la reliquia más preciosa de la catedral es la iconografía de la Virgen María, que data del siglo XVII y fue llevada a Leópolis desde Terebovlia (Ternópil) en 1674 por el obispo Joseph Shumlianskyi.
Asimismo, en las tumbas de la catedral están enterrados importantes miembros de la Iglesia greco católica ucraniana, entre los que se incluyen el cardenal Sylvester Sembratovych, el obispo Andréi Sheptytsky, el arzobispo Josyf Slipyj, el obispo Volodímir Sterniuk, y el cardenal Miroslav Iván Lubachivsky.
El conjunto arquitectónico de la catedral también incluye un campanario, el palacio metropolitano de estilo barroco y la sala capitular, así como un jardín, encerrado detrás de dos puertas.